# Bolešov
Bolešov é um município da Eslováquia, situado no distrito de Ilava, na região de Trenčín. Tem 14,95 km² de área e sua população em 2018 foi estimada em 1.552 habitantes.

## Demografia
| Ano:        | 1994 | 2004   | 2014   | 2024   |
| ----------- | ---- | ------ | ------ | ------ |
| Broj ljudi: | 1397 | 1460   | 1530   | 1584   |
| Razlika:    |      | +4,50% | +4,79% | +3,52% |

| Ano:               | 2023 | 2024   |
| ------------------ | ---- | ------ |
| Número de pessoas: | 1574 | 1584   |
| Diferença:         |      | +0,63% |